# Philibert Tsiranana
Philibert Tsiranana (Mahajanga, 12. listopada 1912. – 16. travnja 1978.), madagaskarski političar i vođa, obnašatelj dužnosti prvog predsjednika Madagaskara.
Rodio se i odrastao u provinciji Mahajanga na sjevernoj obali otoka, gdje će uvijek dobivati najviše političke potpore.
U politiku je ušao sasvim slučajno. Osnovao je stranku (PSD) koja se borila za autonomiju Madagaskara, ali ne i potpunu nezavisnost od Francuske. Kada su težnje za nezavisnošću postale vrlo jake, postao je kandidat za predsjednika. Nakon pobjede, međutim, počeo je provoditi krivu politiku. Njegova Socijaldemokratska stranka (PSD) bila je jedina veća i legalna za vrijeme njegove vlasti. Kao i mnogi njegovi afrički suvremenici stvorio je autoritarnu, jednostranačku državu.
Silom je gušio opravdane prosvjede i vladao nedemokratski. Jednom je izbio prosvjed 1972. godine koji je ugušen, ali je stvoren toliki nemir da Tsiranana mora raspustiti vladu, a kao premijer imenovan je general Gabriel Ramantsoa. Povukao se iz politike nakon odstupanja s predsjedničke funkcije.
Njegov sin Philippe natjecao se za predsjednika na izborima 2006. godina. Zauzeo je 12. mjesto s osvojenih 0,02% glasova.